# Psaume surnuméraire
Pour un article plus général, voir Psaume.
Un psaume surnuméraire est un psaume attribué à David qui ne figure pas dans le Livre des Psaumes. Il en existe plusieurs, et ils sont souvent appelés psaumes 151-155.

## Contexte
Cinq psaumes surnuméraires sont présents dans la Peshitta syriaque. Elle les présente comme les psaumes apocryphes de David. La numérotation 151 à 155 est complètement arbitraire et est utilisée dans un but de simplicité pour faire suite aux 150 psaumes du livre des Psaumes.
Dans les différentes Églises chrétiennes actuelles, ces psaumes sont considérés comme canoniques, extra-canoniques ou encore pseudépigraphique ou apocryphes. Ils ne sont pas présents dans les canons de l'Église catholique romaine et de tous les courants qui en découlent (réformés, évangéliques, etc.). Ils sont cependant considérés comme canoniques par quelques églises orthodoxes. C'est notamment le cas de l'Église apostolique arménienne qui utilise le psaume 151 dans sa liturgie lors de la Pentecôte et des Églises éthiopienne orthodoxe et érythréenne orthodoxe qui l'utilisent dans leur liturgie, où il est lu la nuit du vendredi saint.

## Liste des psaumes surnuméraires

### Psaume 151
Le psaume 151 est un psaume qui se présente comme autographe, c'est-à-dire de David lui-même. Il ne porte pas de numéro à l'origine, son introduction commence comme suit :

« Voici le psaume autographe sur David et hors numérotation. Lorsqu'il lutta en combat singulier avec Goliath. »

Il doit son numéro 151 au psautier du codex Sinaïticus, datant du IVe siècle, qui présente les 151 psaumes de David avec celui-ci en 151e position. Toutefois, selon son introduction, il se déclare lui-même hors numérotation. L'appellation 151 peut donc être vue comme erronée.

Celle-ci varie cependant dans la version hébraïque retrouvée à Qumrân. L'introduction du psaume 151A (11Q5) est :

« Alléluia ! Pour David fils de Jessé. »

#### Canonicité
Le psaume 151 est présent dans la Septante, la vetus latina et la Vulgate. Il est aussi présent dans la Peshitta et les différentes bibles des Églises des trois conciles.
Dans la communauté de Qumrân, ce psaume était considéré comme inspiré car rattaché à l'autorité de David. Comme il est mélangé avec les autres psaumes canoniques, bien que le terme de canonique n'ait pas vraiment de sens avant le concile de Trente ou le synode de Jamnia, ce psaume n'était probablement pas traité différemment des autres.

Selon Henri-François de Vence, les Pères de l'Église l'ont rejeté car Esdras lui-même n'a pas jugé bon de le conserver lorsqu'il a rassemblé les différents livres formant les saintes écritures. De plus, il rejette une origine sémitique en argumentant :

« Mais il y a beaucoup plus d'apparence qu'il n'ait jamais existé en hébreu : le style est d'un helléniste qui a voulu s'exercer à composer une pièce sur l'histoire de la défaite de Goliath, rapporté au chapitre XVII du premier livre des Rois. On trouve à la tête de ce psaume un titre grec. »

#### Trame
La construction du psaume se base sur le chapitre XVI versets 1 à 13 et le chapitre XVII versets 40 à 51 du premier livre de Samuel,. C'est une sorte de centon qui reprend l'histoire du choix de David, de son onction et de son combat contre Goliath.

### Psaume 152
« De David quand il était aux prises avec le lion et le loup qui a eu un mouton de son troupeau ». Ce texte a survécu seulement en langue syriaque et le texte pourrait être issu d'un original sémitique hébreu. Le ton de ce psaume est non rabbinique et il a probablement été composé en Judée durant la période hellénistique.

### Psaume 153
« De David lors de son retour grâce à Dieu, qui l'a délivré du lion et du loup et qu'il ait tué les deux ». Ce texte a survécu seulement en syriaque. la date et la provenance sont identiques au psaume 152.

### Psaume 154
Ce psaume a survécu dans la Peshitta syriaque et a aussi été trouvé en hébreu dans les manuscrits de la mer Morte. Il s'agit du rouleau IIQPs(a)154 (aussi numéroté IIQ5), un manuscrit datant du premier siècle de notre ère. Le thème principal est la requête à rejoindre dans le bien et la perfection, à la gloire du Très-Haut. Il y a aussi une allusion aux repas pris en commun, pouvant faire allusion à la communauté des Esséniens : « Et leur nourriture doit être satisfaisante en vérité, et leurs boissons, lorsqu'ils partagent ensemble ».

### Psaume 155
Ce psaume existant en syriaque a aussi été trouvé dans le rouleau IIQPs(a)155 (aussi numéroté IIQ5) de la mer Morte. Il s'agit d'un manuscrit datant du premier siècle de notre ère. Le thème de ce psaume est similaire au psaume 22, et en raison du manque de particularités, il est impossible de suggérer une date et une origine.

## Sources
- (en) Cet article est partiellement ou en totalité issu de l’article de Wikipédia en anglais intitulé « Psalms 152–155 » (voir la liste des auteurs).